# Kirsikka Saari
Kirsikka Saari (* 6. Dezember 1973 in Helsinki) ist eine finnische Drehbuchautorin und Journalistin. Sie erhielt 2014 eine Oscar-Nominierung für das Skript zum Kurzfilm Pitääkö mun kaikki hoitaa?.

## Leben
Kirsikka Saari studierte Geschichte an der Universität Helsinki und schloss 2001 mit einem Master of Arts ab. Bereits während ihres Studiums arbeitete sie als freiberufliche Journalistin. Anschließend ging sie für zwei Jahre zur Zeitung Ylioppilaslehti.  Von 2003 bis 2006 arbeitete sie als Journalistin und Redaktionssekretärin für die Zeitschrift Anna. Seit 2006 betätigt sie sich als Drehbuchautorin. Ab 2009 studierte sie an der Universität Aalto Drehbuchschreiben für Film und Fernsehen. Für das Skript zu Pitääkö mun kaikki hoitaa? erhielt sie eine Oscar-Nominierung. Für ihr Drehbuch zum Drama Hölmö nuori sydän wurde sie 2019 mit einem Jussi für das Beste Drehbuch ausgezeichnet.

## Filmografie
- 2008: Tyttöjen ilta (Miniserie)
- 2009: Gorilla (Kurzfilm)
- 2010: Paratiisi (Miniserie)
- 2012: Pitääkö mun kaikki hoitaa?
- 2014: Korso
- 2014–2016: Nurses (Syke, Fernsehserie, 11 Folgen)
- 2018: Hölmö nuori sydän
- 2019: Tottumiskysymys
- 2021: Sihja – Rebellion in der Luft (Sihja – kapinaa ilmassa)